# Ajun
Ajunul e abținerea de la mâncare și băutură pentru un anumit timp.
Pe de o parte, ajunul e o formă de asceză, practicat în majoritatea religiilor, dar mai cu seamă în:
- iudaism, ca pregătire pentru Yom Kipur;
- creștinism, îndeosebi în cadrul postului mare, mai cu seamă în zilele de miercurea cenușii (sau lunea la intrarea în post), Vinerea Mare și Sâmbăta Mare, precum și în ajunul Crăciunului și al Bobotezei;
- islam, îndeosebi în cadrul ramadanului, ajunul fiind unul din stâlpii islamului.

Alt sens al cuvântului ajun este și acela de zi care precede un eveniment.